# Głafirowka
Głafirowka (ros. Глафировка) – wieś w Rosji, w Kraju Krasnodarskim, w rejonie szczerbinowskim. W 2010 liczył 1627 mieszkańców.